# Zoothamnium
A Zoothamnium a csillósok törzsébe tartozó protozoongénusz.

## Története
A Zoothamniumot eredetileg a Vorticellidae családba sorolta Ehrenberg 1838-ban. Később átsorolták a Sommer által 1951-ben leírt Zoothaminiidae családba. A központi szár egyedi, cikkcakkos mintájú összehúzódása tette ezt az átsorolást szükségessé. A Zoothamnium a Peritrichia alosztályba tartozó szesszilis élőlény, tehát egy vázaalakú, helytülő csillós. A génusz több mint 70 fajt tartalmaz. A fajok megkülönböztetése gyakran nehéz lehet az erős formabeli és funkcióbeli hasonlóságok miatt. A leggyakrabban említett fajok az alábbiak:
- Zoothamnium alternans
- Zoothamnium arbuscula
- Zoothamnium arcuatum
- Zoothamnium bucciniiformum
- Zoothamnium duplicatum
- Zoothamnium florens
- Zoothamnium grossi
- Zoothamnium hentscheli
- Zoothamnium ignavum
- Zoothamnium intermedium
- Zoothamnium maximum
- Zoothamnium mucedo
- Zoothamnium nii
- Zoothamnium niveum
- Zoothamnium paraentzii
- Zoothamnium parahentscheli
- Zoothamnium parahiketes
- Zoothamnium pararbuscula
- Zoothamnium pelagicum
- Zoothamnium pluma
- Zoothamnium plumula
- Zoothamnium wangi
- Zoothamnium zhanjiangense

A faj édes-, brakk- és tengervízben 5–25 °C közt, 0–8 méteres mélységben gyakori. Nagy oldottanyag-tartalmú területeken élnek, ugyanis bomlástermékeket és anaerob baktériumokat fogyasztanak. Eutróf vizekben és az Atlanti-óceán északi részét határoló partokban a leggyakoribbak. Általában sok állatcsoport szimbiontái vagy parazitái, azonban egyes fajok szabadon élők vízi növények és élettelen szubsztrátok mellett. Bármilyen szilárd szubsztrát növekedési alap lehet. A kitinpáncélú evezőlábú rákok a fő érintett állatcsoport. A csillós csatlakozhat a kopoltyúkhoz, csökkentve az oxigénszállító képességét. Ez mechanikai akadály okozta hipoxiát és fejlődési elégtelenséget, továbbá feketekopoltyú-betegséget vagy felszíni tömődéses betegségeket okozhat. A Zoothamnium képes csökkenteni a gazda reprodukciós képességeit. A csatlakozás nem okoz hisztológiai károsodást, de ha túl sok a kolónia, a gazdaszervezet meghalhat.

## Alakja
A Zoothamnium-fajok elágazó kolóniákat alkotó csillósok. A kolóniaméret fajonként eltérő, néhánytól akár több száz zooidig is terjedhet. Alakjuk tölcsértől a gömbölyűig változhat, és a fő szárukhoz hátul kapcsolódik egy szár, mely lehetővé teszi, hogy több csillós kapcsolódjék egy észlelt ételforráshoz, vagy elmozduljon egy lehetséges veszélytől. A csillósok elülső végén kerek csillósor van. Az összes csillót összekötő fő szár egy kontraktilis spazmonémából áll, lehetővé téve, hogy az egy funkciós egységként működjék. Összehúzódáskor a kolónia mérete csökkenhet egy egységgé való cikkcakkos összehúzódásával. A protozoonok polimorfak lehetnek, vagyis egy sejtjük több alakot is felvehet. A szárakon lévők pálcaalakúak, a zooidok csillós szájszervének közelében lévők kis gömbökre hasonlítanak.
Az egyes csillós sejteknek három különböző formája van jelen a szárak végén, melyek alakja és funkciója is eltér:
1. A nagy makrozooidok, az érett, fejlett sejt, méretük 20-150 µm közt változhat, és rajsejtekké válhatnak, elhagyva a kolóniát. E sejtek nagyok és gömbölyűek, és az egész kolóniában számos helyen jelen lehetnek.[2]
2. A mikrozooidok táplálkozásra specializált kis sejtek, melyet a kolónia a szimbionta baktériumai és más szerves részecske elfogyasztásával tesz meg. Ezek kisebbek, oválisak, és több van belőlük a szár minden elágazásán.[2]
3. A kolónia végén specializált zooidok vannak, melyek megnyúlhatnak, és megkönnyíthetik a kolónia ivartalan szaporodását.[6]

## Életciklus
A kolonizációt a rajsejtek kezdik. Miután körkörös csillósorok jöttek létre, az érett makrozooid rajsejtként elhagyhatja a kolóniát. Megfelelő szubsztrát megtalálása után egy kezdeti szárszakasz jön létre a sejt új kolonizációs ponthoz való csatlakozásáért.
Miután megállt, a kolónia fejlődni kezd. A szaporodás kettéhasadással történik. A terminális sejtek megnyúlnak és osztódnak. Az újonnan létrejött sejt a terminális zooiddal azonos ághoz kötődik, és mikrozooiddá válik.
A kolónia tovább nő, szükség esetén újabb ágak létrejöttével. A kolónia fejlődésével és az erőforrások csökkenésével a sejtek mindenhol kialakíthatnak csillókat, beleértve egy bazális csillókoszorút, makrozooidokká válhatnak, és leválhatnak a szárról, és máshová úszhatnak. A kolóniák nagyok is lehetnek, így a makrozooidoknak nem kell messze menniük további tápanyagért.
A kezdeti kolónia végül szeneszcens fázisba érkezhet, ahol lelassul vagy leáll a replikáció és a rajsejtek létrehozása. Ezután a mikrozooidok alulról felfelé haladva elhalnak. A baktériumok a megmaradt száranyagokat lebontják.

## Fordítás
Ez a szócikk részben vagy egészben  a   Zoothamnium című angol Wikipédia-szócikk ezen változatának fordításán alapul.  Az eredeti cikk szerkesztőit annak laptörténete sorolja fel. Ez a jelzés csupán a megfogalmazás eredetét és a szerzői jogokat jelzi, nem szolgál a cikkben szereplő információk forrásmegjelöléseként.